# Président de la république de Singapour
Le président de la république de Singapour (en anglais : President of the Republic of Singapore ; en malais : Presiden Republik Singapura ; en chinois : 新加坡共和国總統 ; en tamoul : சிங்கப்பூர் குடியரசுத் தலைவர்) est le chef de l'État de Singapour. Élu pour un mandat de six ans, son rôle est essentiellement symbolique. Le Premier ministre détient en effet l'essentiel du pouvoir, suivant les conventions du système de Westminster. 
Le président de la république de Singapour en exercice est Tharman Shanmugaratnam, élu en 2023.

## Histoire
Pendant la période de l'autonomie gouvernementale de Singapour au sein de la Fédération de Malaisie (1959-1965), la fonction suprême était exercée par le Yang di-Pertuan Negara. Le 9 août 1965, Singapour devient une république indépendante. Le 22 décembre suivant, un amendement constitutionnel remplace le titre de Yang di-Pertuan Negara par celui de président avec effet rétroactif à la date de l'indépendance. Le Yang di-Pertuan Negara, Yusuf Ishak, devient le premier président de la république de Singapour. Mort en fonction en 1970, il est remplacé par Benjamin Henry Sheares jusqu'à son décès en 1981. Chengara Veetil Devin Nair lui succède jusqu'en 1985, quand il démissionne pour des raisons personnelles. Wee Kim Wee le remplace jusqu'en 1993.
En janvier 1991, la Constitution de Singapour est amendée afin de permettre une élection présidentielle au suffrage universel. Il s'agit d'un changement constitutionnel et politique important dans l'histoire de Singapour, puisque, désormais, le président est habilité à s'opposer aux nominations aux postes clés de la fonction publique proposées par le gouvernement. Il ou elle peut aussi examiner la mise en application de la loi sur la sécurité intérieure (Internal Security Act) et de celle sur le maintien de l'harmonie religieuse (Maintenance of Religious Harmony Act). Il ou elle peut aussi donner son accord pour lancer des enquêtes sur la corruption.
Les règles d'éligibilité sont si drastiques que lors des 3 premières élections au suffrage universel (1993, 1999 et 2005), le candidat du pouvoir était le seul à pouvoir se présenter. Le premier président de la république de Singapour élu par un vote populaire est Ong Teng Cheong, un ancien ministre. Il occupe ses fonctions du 1er septembre 1993 au 31 août 1999. 
En 1996, le gouvernement limite les pouvoirs du président de la République en modifiant la Constitution pour permettre l'annulation du veto présidentiel par la majorité aux deux tiers du Parlement.
Sellapan Ramanathan, communément appelé S.R. Nathan, n'a pas été effectivement élu par un vote populaire, mais est devenu président en étant le seul candidat qualifié par le Comité des élections présidentielles. Son premier mandat se déroule du 1er septembre 1999 au 31 août 2005. Sans opposant, il est déclaré réélu le 17 août 2005. Tony Tan Keng Yam lui succède en 2011, puis Halimah Yacob en 2017, puis Tharman Shanmugaratnam en 2023.

## Élection
Le président de la République est élu au scrutin uninominal majoritaire à un tour pour un mandat de six ans, sans limitations du nombre de mandats. Est ainsi élu le candidat qui réunit le plus de suffrages. Les candidatures sont soumises à un contrôle très strict mené par le Comité des élections présidentielles (PEC), qui est chargé de délivrer un certificat d'éligibilité (COE) aux candidats potentiels. De fait, en 1999, 2005 et 2019, les élections présidentielles singapouriennes se sont déroulées sans scrutin, un seul candidat ayant été confirmé par le comité, par conséquent élu d'office. Depuis 2016, les différentes communautés ethniques reconnues s'alternent à la tête de l'État au minimum tous les cinq mandats, ce qui inclut notamment les Chinois, Malais et Indiens. Si aucun président n'a été membre d'une communauté donnée pendant cinq mandats consécutifs, l'élection présidentielle suivante est restreinte aux candidats qui en sont membres. Cette spécificité a notamment été mise en œuvre lors de élection de 2017, réservée aux Malais,.
Les candidats doivent être âgés d'au moins 45 ans au moment de l'enregistrement de leur candidature, et avoir résidé à Singapour depuis au moins dix ans avant cette date. Ils doivent obligatoirement ne pas être membre d'un parti politique ou en démissionner avant le dépôt de leur candidature afin de se présenter en candidat indépendant. Surtout, ils doivent avoir répondu dans les vingt dernières années à des critères spécifiques divisés entre ceux du secteur public et du secteur privé.
Les critères du service public consistent en avoir occupé au moins trois ans un des postes de ministre, juge en chef, président du parlement, procureur général, président de la Commission de service public, auditeur général, comptable général ou secrétaire permanent.
Les critères du service privé consistent en avoir été au moins trois ans le directeur général d'une compagnie ayant effectué un profit  après impôt et des capitaux propres d'au moins 500 millions de dollars américains.
Le PEC ne délivre par ailleurs son certificat qu'aux candidats dont il estime que l'expérience et les compétences permettront de remplir les fonctions et les devoirs de la présidence, en plus d'être « une personne intègre, de bon caractère et de bonne réputation ». Cette évaluation se fait à sa propre discrétion, le comité pouvant refuser de certifier des candidats remplissant les critères, ou même la délivrer à des candidats qui ne les remplissent pas, comme ce fut le cas en 2011 avec la candidature de Tan Jee Say, qui ne remplissait pourtant pas les critères du secteur privé.
L'élection se déroule au suffrage universel direct depuis celle de 1993, remportée par Ong Teng Cheong. Auparavant, le président était élu au suffrage indirect par le Parlement. En 2023, les membres de la diaspora obtiennent pour la première fois la possibilité de participer au scrutin.

### Comité des élections présidentielles
Le Comité des élections présidentielles est établi par l'article 18 de la Constitution. Sa fonction est de s'assurer que les candidats au poste de président ont les compétences requises par l'article 19 de la Constitution.
Le Comité est constitué  :
- du président de la Commission du service public, qui est également le président du Comité des élections présidentielles[13];
- du président de l'Autorité de régulation de la comptabilité et des entreprises; et
- d'un membre du Comité présidentiel pour les droits minoritaires, nommé par le président du Comité.

Pour l'élection de 2005, les membres du Comité des élections présidentielles étaient le Dr Andrew Chew Guan Khuan (Président), Lim Siong Guan et H.R. Hochstadt.

### Conditions requises
Pour pouvoir participer à une élection présidentielle, une personne doit remplir les conditions suivantes :
- Il doit être citoyen de Singapour[15].
- Il doit avoir plus de 45 ans[16].
- Son nom doit figurer sur une liste d'électeurs[17].
- Il doit résider à Singapour à la date de sa nomination pour l'élection et doit y avoir résidé pendant une période continue d'au moins 10 ans avant cette date[18].
- Il ne doit être sujet à aucune des disqualifications suivantes [19]:

a) être ou avoir été déclaré aliéné ;
b) être en banqueroute financière ;
c) exercer une fonction de profit ;
d) avoir été nommé par élection au Parlement ou au bureau du Président ou avoir agi comme agent électoral de la personne ainsi nommée, à défaut de déposer tout rapport de dépenses électorales exigé par la loi dans le délai et de la manière si nécessaire ;
e) avoir été déclaré coupable d'une infraction par un tribunal de droit à Singapour ou en Malaisie et condamné à une peine d'emprisonnement d'au moins un an ou d'une amende d'au moins 2 000 dollars de Singapour et ne pas avoir reçu un pardon absolu, à condition que, lorsque la condamnation est donnée par un tribunal de droit en Malaisie, la personne ne doit pas être disqualifiée à moins que l'infraction est également, si elle avait été commise à Singapour, punissable par un tribunal de droit à Singapour;
f) avoir acquis volontairement la nationalité, ou avoir exercé les droits de citoyenneté, dans un pays étranger, ou avoir fait une déclaration d'allégeance à un pays étranger ;
g) avoir été disqualifié en vertu de toute loi relative aux infractions en relation avec les élections au Parlement ou au bureau du Président en raison d'avoir été reconnu coupable d'une infraction ou d'avoir participé à des procédures relatives à une telle élection et déclaré coupable d'un acte constituant une telle infraction.
- Il doit assurer au Comité des élections présidentielles qu'il est une personne intègre, avec un bon caractère et une bonne réputation[22].
- Il ne doit être membre d'aucun parti politique à la date de sa nomination pour l'élection[23].
- Il doit avoir occupé pendant au moins trois ans une fonction de —
  - ministre, chef de la Cour suprême, porte-parole, procureur général, président de la Commission du service public, auditeur général, comptable général ou secrétaire permanent[24];
  - président ou chef de la direction du Conseil central du fonds de prévoyance, du Conseil du logement et du développement, de la Corporation Jurong Town ou de l'Autorité monétaire de Singapour[25];
  - président du conseil d'administration ou dirigeant d'une société constituée ou enregistrée en vertu du Companies Act[26] dont le capital versé est d'au moins 100 millions de dollars ou l'équivalent en devise étrangère[27]; ou
  - dans une autre position similaire ou comparable de l'ancienneté et de responsabilité dans tout autre organisme ou ministère de la taille ou la complexité équivalente dans le secteur public ou privé qui, de l'avis de la commission électorale, lui a donné une telle expérience et la capacité à administrer et à gérer les affaires financières et de lui permettre de s'acquitter efficacement des fonctions et missions du bureau du Président[28].

### Restrictions
Une fois élu, le président de la république de Singapour doit :
- ne plus occuper quelque autre poste créé ou reconnu par la Constitution de la république de Singapour ;
- ne pas s'engager activement dans une entreprise commerciale ;
- ne pas être membre de quelque parti politique que ce soit ;
- quitter son siège au Parlement s'il en occupe un[29].

## Termes de la fonction

Drapeau du président de la république de Singapour.

Le président de la république de Singapour détient ses fonctions pour un mandat d'une durée de 6 ans.
La personne élue à la fonction de président de la République assume les fonctions qui lui sont imparties à partir du jour où son prédécesseur les quitte ou, si le poste est vacant, le lendemain de l'élection.
Dès son accession au pouvoir, le président de la République est tenu de prêter et souscrire, en présence du chef de la justice ou d'un autre juge de la Cour suprême, au serment de fonction, qui est le suivant :

« Moi, [nom], ayant été élu Président de la République de Singapour, fait solennellement serment que je vais effectuer avec fidélité mon devoir en tant que tel, au mieux de mes capacités, sans crainte ni faveur, affection ou de mauvaise volonté, et sans égard à toute affiliation antérieure à aucun parti politique, et que je porterai une vraie foi et fidélité à la République, et que je conserverai, protégerai et défendrai la Constitution de la République de Singapour. »

## Maintien: la liste civile
Le Parlement de Singapour est tenu de fournir une liste civile pour l'entretien de la présidence. Il le fait au moyen du Civil List and Pension Act. Pour l'exercice 2009, la somme de la classe I de la liste, qui comprend le salaire personnel du Président (3 137 700 $, connue sous le terme d'argent de poche privé), une indemnité de représentation (69 000 $) et une indemnité pour un président par intérim (3 600 $), est de 3 210 300 $,. La réduction des dépenses de 822 800 $ par rapport à l'exercice 2008 est due à une diminution de la cassette et au reclassement de dépenses pour les cérémonies et les célébrations offertes par le président de la classe I à la classe III des dépenses. Les salaires des collaborateurs personnels du président (classe II) s'élève à 3 823 400 $, soit une réduction de 216 000 $ attribuable à la baisse des primes versées en vue d'un ralentissement économique prévu. La classe III des dépenses a augmenté de 601 300 $ à 2 015 300 $. En plus d'être utilisés pour les cérémonies et les célébrations, ces fonds servent à couvrir les frais de l'Istana (la résidence présidentielle), véhicules, utilitaires et autres fournitures. La Classe IV pour les frais de services spéciaux a été augmenté, passant de 89 000 $ à 598 400 $, afin de prévoir le remplacement de deux voitures d'État et l'installation d'un nouveau dépôt de documents d'archives.

## Dernière élection
Pour l'élection de 2005, comme pour celle de 1999, aucun vote n'est organisé. Comme le Comité des élections présidentielles a estimé qu'aucun autre candidat ne répondait aux critères requis par la Constitution, S.R. Nathan est déclaré président de la République, sans opposition.
Le 28 août 2011, Tony Tan Keng Yam est élu avec 35,19 % des voix devançant son principal rival, Tan Cheng Bock de 7 000 voix.
L'élection a mobilisé 2 274 773 inscrits; il y eut 2 153 014 votants, 37 826 bulletins blancs ou nuls, soit 2 115 188 suffrages exprimés, dont 744 397 voix pour Tony Tan Keng Yam.

## Résidence officielle

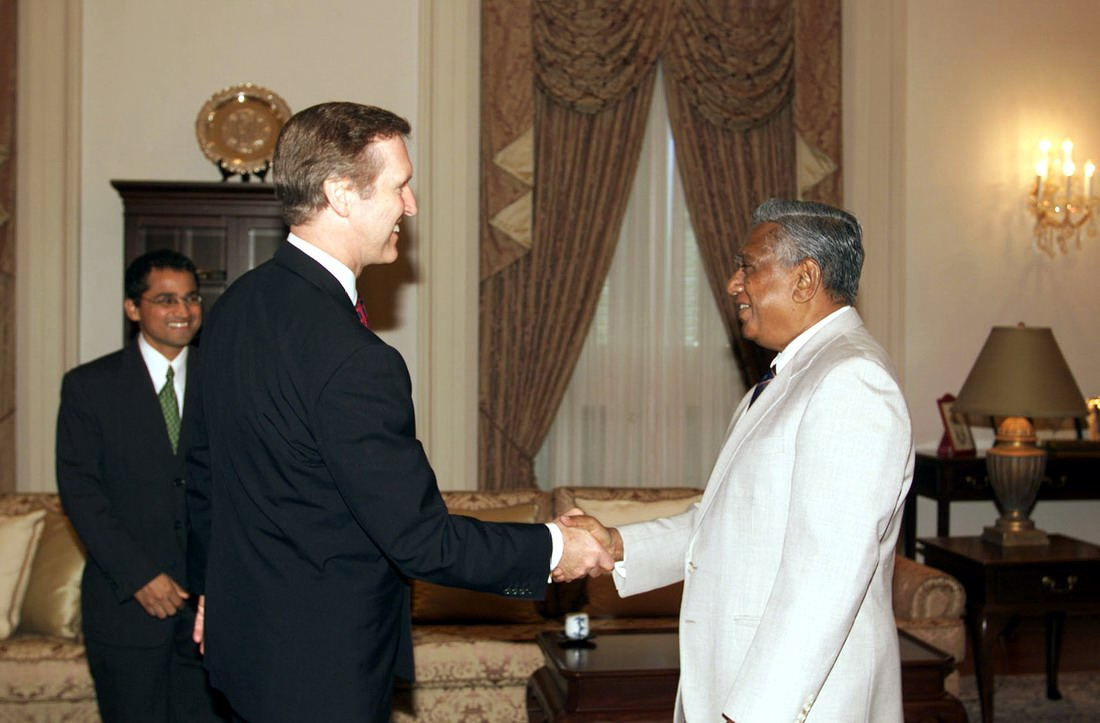
Le président S.R. Nathan recevant l'ancien secrétaire à la Défense des États-Unis William Cohen à Istana.

Istana, résidence officielle du président de Singapour.
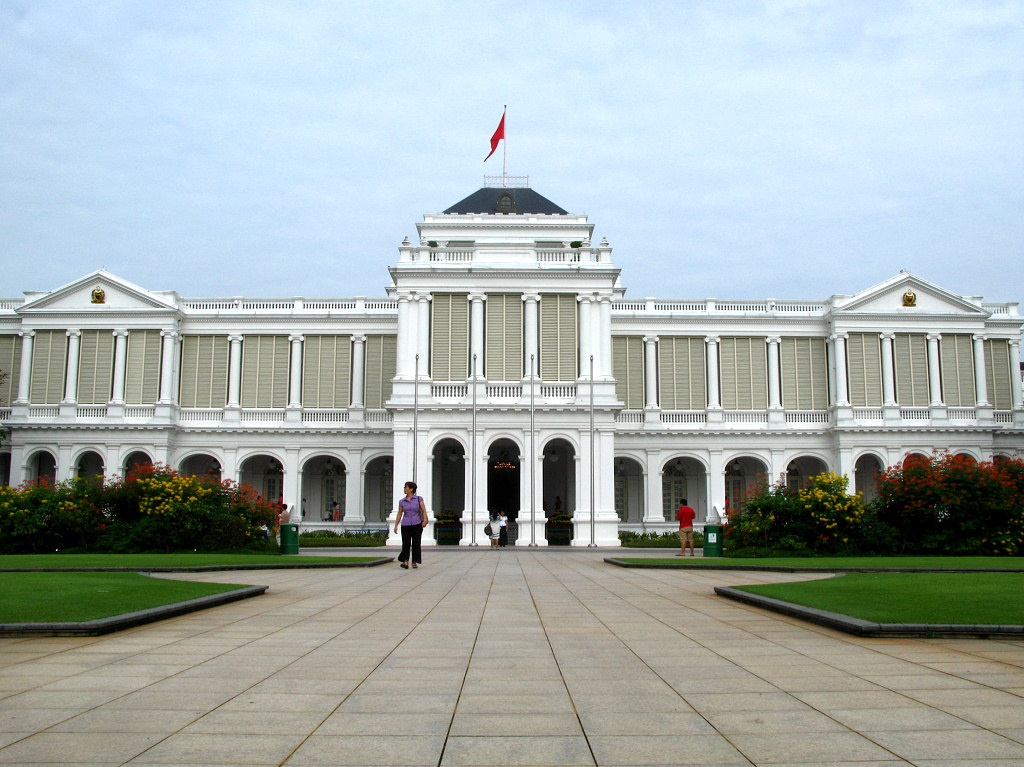
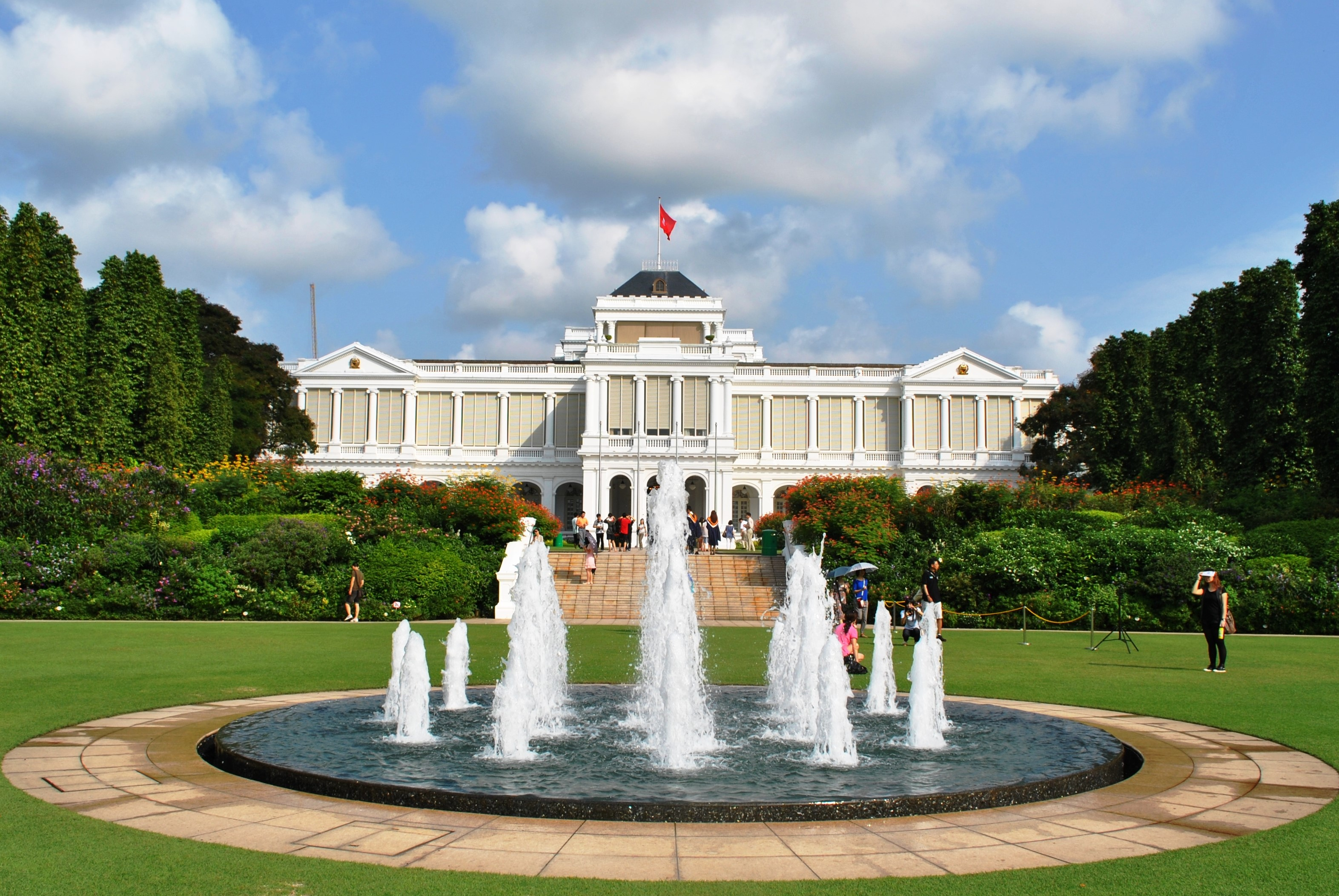
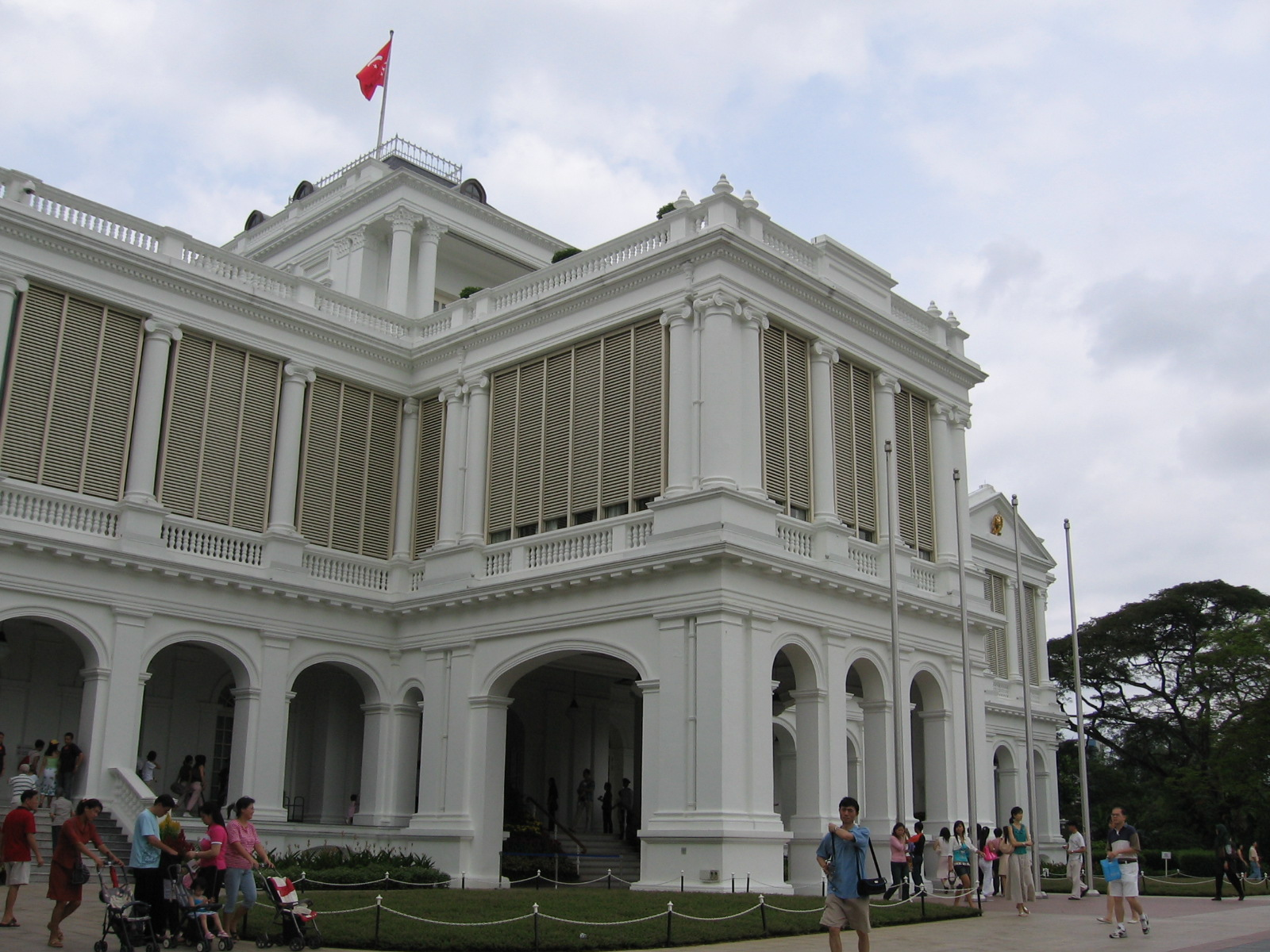
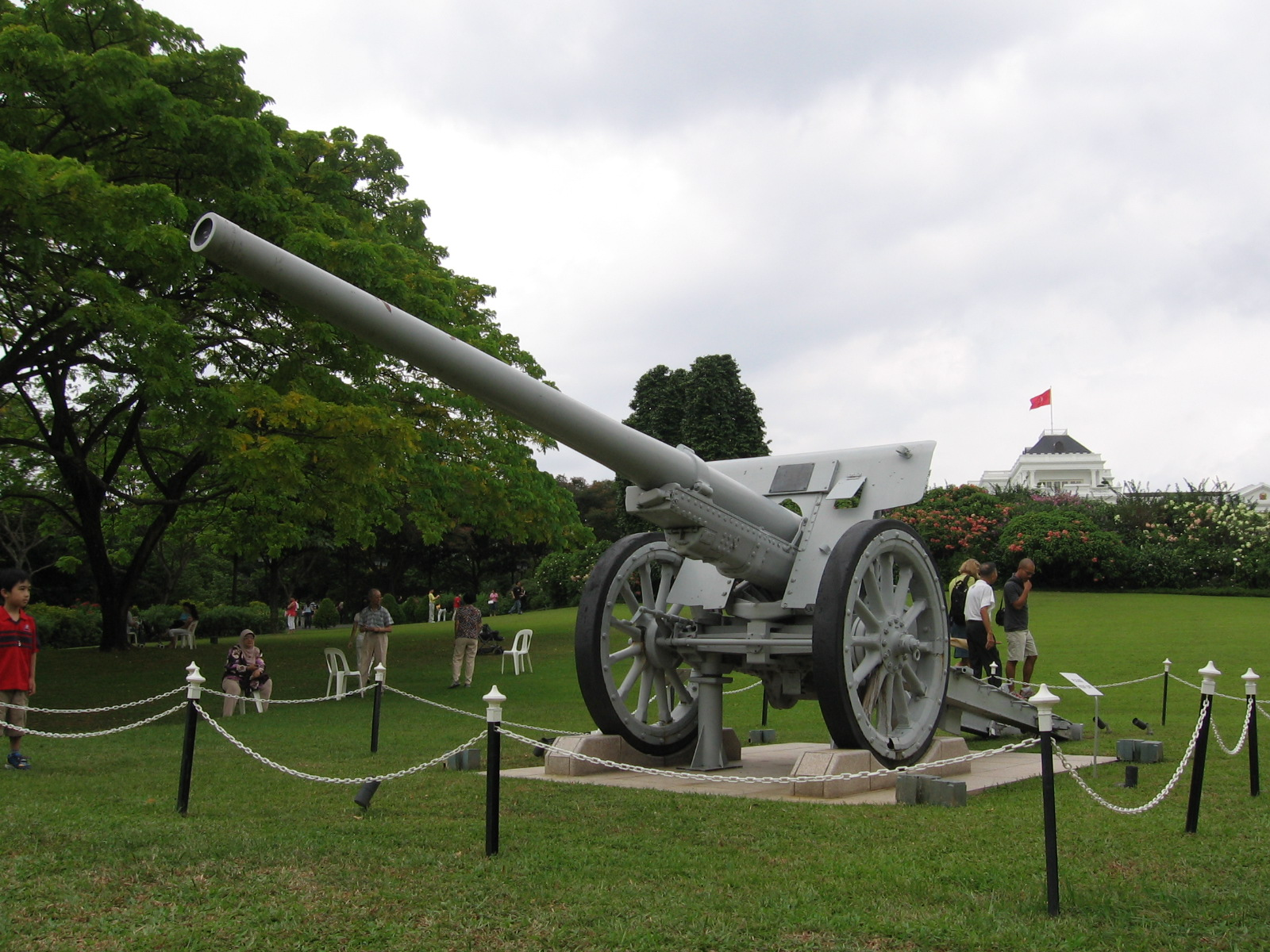

## Liste
Voici une liste des présidents de la république de Singapour depuis l'indépendance le 9 août 1965 :
| No | Portrait               | Titulaire (Naissance-mort)          | Élection | Mandat             | Mandat                              | Mandat                     |
| No | Portrait               | Titulaire (Naissance-mort)          | Élection | Début              | Fin                                 | Durée                      |
| --- | ---------------------- | ----------------------------------- | -------- | ------------------ | ----------------------------------- | -------------------------- |
| 1 | Yusof Ishak            | Yusof Ishak (1910-1970)             | —        | 9 août 1965        | 23 novembre 1970 (mort en fonction) | 5 ans, 3 mois et 14 jours  |
| 1 | Yusof Ishak            | Yusof Ishak (1910-1970)             | 1967     | 9 août 1965        | 23 novembre 1970 (mort en fonction) | 5 ans, 3 mois et 14 jours  |
| Le président du Parlement Yeoh Ghim Seng (en) exerce l'intérim du 23 novembre 1970 au 2 janvier 1971.                      |                        |                                     |          |                    |                                     |                            |
| 2 | Benjamin Sheares       | Benjamin Sheares (1907-1981)        | 1971     | 2 janvier 1971     | 12 mai 1981 (mort en fonction)      | 10 ans, 4 mois et 10 jours |
| 2 | Benjamin Sheares       | Benjamin Sheares (1907-1981)        | 1974     | 2 janvier 1971     | 12 mai 1981 (mort en fonction)      | 10 ans, 4 mois et 10 jours |
| 2 | Benjamin Sheares       | Benjamin Sheares (1907-1981)        | 1978     | 2 janvier 1971     | 12 mai 1981 (mort en fonction)      | 10 ans, 4 mois et 10 jours |
| Le juge en chef Wee Chong Jin (en) exerce l'intérim du 12 mai au 14 mai 1981.                                              |                        |                                     |          |                    |                                     |                            |
| Le président du Parlement Yeoh Ghim Seng (en) exerce l'intérim du 14 mai au 23 octobre 1981.                               |                        |                                     |          |                    |                                     |                            |
| 3 | Devan Nair             | Devan Nair (1923-2005)              | 1981     | 23 octobre 1981    | 28 mars 1985 (démission)            | 3 ans, 5 mois et 5 jours   |
| Le juge en chef Wee Chong Jin (en) exerce l'intérim du 18 mars au 31 mars 1985.                                            |                        |                                     |          |                    |                                     |                            |
| Le président du Parlement Yeoh Ghim Seng (en) exerce l'intérim du 31 mars au 2 septembre 1985.                             |                        |                                     |          |                    |                                     |                            |
| 4 | Wee Kim Wee            | Wee Kim Wee (1915-2005)             | 1985     | 2 septembre 1985   | 1er septembre 1993                  | 7 ans, 11 mois et 30 jours |
| 4 | Wee Kim Wee            | Wee Kim Wee (1915-2005)             | 1989     | 2 septembre 1985   | 1er septembre 1993                  | 7 ans, 11 mois et 30 jours |
| 5 | Ong Teng Cheong        | Ong Teng Cheong (1936-2002)         | 1993     | 1er septembre 1993 | 1er septembre 1999                  | 6 ans                      |
| 6 | Sellapan Ramanathan    | Sellapan Ramanathan (1924-2016)     | 1999     | 1er septembre 1999 | 1er septembre 2011                  | 12 ans                     |
| 6 | Sellapan Ramanathan    | Sellapan Ramanathan (1924-2016)     | 2005     | 1er septembre 1999 | 1er septembre 2011                  | 12 ans                     |
| 7 | Tony Tan Keng Yam      | Tony Tan Keng Yam (né en 1940)      | 2011     | 1er septembre 2011 | 1er septembre 2017                  | 6 ans et 8 mois            |
| Le président du Conseil des conseillers présidentiels J. Y. Pillay exerce l'intérim du 1er septembre au 14 septembre 2017. |                        |                                     |          |                    |                                     |                            |
| 8 | Halimah Yacob          | Halimah Yacob (né en 1954)          | 2017     | 14 septembre 2017  | 14 septembre 2023                   | 6 ans                      |
| 9 | Tharman Shanmugaratnam | Tharman Shanmugaratnam (né en 1957) | 2023     | 14 septembre 2023  | en cours                            | 1 an, 10 mois et 19 jours  |